# Фридрих I фон Понгау
Фридрих I фон Понгау (на немски: Friedrich I. vom Pongau; * ок. 1030; † 17 юли 1071) от род Зигхардинги е граф на Понгау-Тенглинг (1048), граф в Залцбургау в Херцогство Бавария.
Той е син на Зигхард VII († 1044, убит), граф в Химгау, и съпругата му Пилихилд фон Андекс († 1075), дъщеря на Фридрих I, граф на Горен Изар (Андекс). Брат е на Зигхард/Зигхарт/Сирус VIII († 1077), патриарх на Аквилея (1068−1077), Еленхард († 1078), епископ на Фрайзинг (1052−1078), и Суанехилда († сл. 1074), омъжена за Леополд II, маркграф на Австрия († 1095).
Неговите потомци са графове на Пайлщайн и Бургхаузен и Шала в Бавария.

## Фамилия
Фридрих I фон Понгау-Тенглинг се жени за графиня Матилда фон Фобург († сл. 30 септември 1092) от род Рапотони, единствена дъщеря на граф Диполд I фон Фобург († 1060) и фон Швайнфурт, дъщеря на маркграф Хайнрих фон Швайнфурт-Нордгау († 1017) и Герберга фон Глайберг-Кицинггау († сл. 1036). Те имат три сина и една дъщеря:
- Зигхард IX фон Тенглинг († обезглавен на 5 февруари 1104 г. в Регенсбург), граф на Тенглинг (1074), женен за Ида фон Суплинбург (* 1073, † 3 март 1138, погребана в манастир Михаелбойерн), единствената сестра на по-късния херцог (1106), крал (1125) и император (1133) Лотар III от фамилията Суплинбурги; имат 3 сина; наследниците му са графовете на Бургхаузен и Шала (до 1194)
- Фридрих II фон Тенглинг († ок. 23 юли 1120), граф на Тенглинг (1108), женен за Матилда фон Лехсгемюнд († 19 октомври), дъщеря на граф Куно I фон Лехсгемюнд († 1092/1094) и Матилда фон Ахалм-Хорбург († 1092/1094); имат 5 деца; наследниците му са графовете на Пайлщайн (до ок. 1207) и Клееберг (до 1218)
- Кунигунда фон Тенглинг, монахиня в Михаелбойрен (1080)
- Хайнрих I фон Фрайзинг († 9 октомври 1137), епископ на Фрайзинг (1098 – 1137)